# Raça
Una raça és una classificació informal que s'utilitza per classificar poblacions d'individus d'una mateixa espècie que, encara que tinguin capacitat de tenir descendència fèrtil, l'aïllament i la manca de flux genètic els ha pogut donar un seguit de propietats distintives. És un terme molt emprat per classificar els animals domèstics o de granja.
Històricament, el terme raça es va aplicar a l'espècie humana per justificar el racisme i així permetre la implantació del sistema esclavista o la persecució de minories i altres grups socials. Actualment, els especialistes reneguen de l'ús d'aquest terme i usen el concepte d'ètnia. A més, el comitè internacional de nomenclatura zoològica no inclou la categoria de «raça» en el seu codi de nomenclatura i només accepta la categoria de subespècie immediatament per sota de la d'espècie. La subespècie defineix un conjunt de poblacions de distribució geogràfica concreta o que tenen un aïllament reproductor respecte a la resta de poblacions de l'espècie. Per exemple Canis lupus familiaris (gos) respecte Canis lupus (llop).
Un altre punt de vista és que una raça és prou consistent en tipus per agrupar-se lògicament i quan s'aparellen dins del grup produeixen el mateix tipus. Quan es crien junts, els individus de la mateixa raça transmeten aquests trets predictibles a la seva descendència, i aquesta capacitat, coneguda com a «reproducció veritable», és un requisit per a una raça. Les races de plantes es coneixen més comunament com a cultivars. La descendència produïda com a resultat de la cria d'animals d'una raça amb altres animals d'una altra raça es coneix com a encreuaments o races mixtes. Encreuaments entre variants animals o vegetals per sobre del nivell de raça/cultiu (és a dir, entre espècies, subespècies, varietat botànica, fins i tot gèneres diferents) es coneixen com a híbrids.

## Cria d'animals
El criador (o grup de criadors) que inicialment estableix una raça ho fa seleccionant animals individuals dins un cabal genètic que consideren que tenen les qualitats necessàries per millorar el model de raça a què apunten. Aquests animals es coneixen com a bestiar de base. A més, el criador aparella els representants més desitjables de la raça des del seu punt de vista, amb l'objectiu de transmetre aquestes característiques a la seva progènie. Aquest procés es coneix com a cria selectiva. Una descripció escrita dels representants de la raça desitjables i indesitjables es coneix com a estàndard de raça.

## Característiques de la raça
Les característiques específiques de la raça, també conegudes com a trets de raça, s'hereten, i els animals de raça pura transmeten aquests trets de generació en generació. Per tant, tots els espècimens de la mateixa raça tenen diverses característiques genètiques dels animals fundadors originals. Per mantenir la raça, un criador seleccionaria aquells animals amb els trets més desitjables per aconseguir més manteniment i desenvolupament d'aquests trets. Alhora, la raça evitaria animals portadors de característiques indesitjables o no típiques de la raça, incloent-hi defectes genètics. La població dins de la mateixa raça ha de constar d'un nombre suficient d'animals per mantenir la raça dins dels paràmetres especificats sense la necessitat de l'endogàmia forçada.
Les races d'animals domèstics solen diferir d'un país a un altre. Les races originàries d'un país determinat es coneixen com a «races autòctones» d'aquest país.
La paraula «raça» es refereix principalment a les espècies domesticades (consulteu la secció Raça i biologia). Es refereix a poblacions individualitzades de la mateixa espècie que tenen caràcters morfològics i fisiològics hereditaris diferents d'altres poblacions, és a dir que tenen un genotip mitjà individualitzat que l'home ha buscat mantenir de vegades durant molt de temps, però que pot evolucionar amb finalitats econòmiques o motius de moda.
Els termes raça pura o raça fixa moltes vegades no corresponen a una realitat objectiva donada la història de les races, i la selecció el qual estan subjectes. L'anomenat cavall de pura sang anglès, per exemple, prové de l'encreuament d'eugues britàniques i sementals de pues, originaris del Magreb, així com probablement del pura sang àrab. No obstant això, aquests termes es poden prendre amb un significat relatiu, i hi ha races homogènies i antigues.

## Raça i genètica
La redacció de les lleis de l'herència a partir del treball de Gregor Mendel permet vincular una determinada raça a un genotip particular.
Per entendre completament aquest enllaç, és important distingir entre dos conceptes:
- trets observables (el fenotip de l'individu);
- la informació que porta el genoma (el genotip de l'individu).

És la interacció del genotip i l'ambient allò que determina el fenotip.
En alguns casos senzills, els gens s'expressen de forma visible, com els pèsols estudiats per Mendel, que poden ser llisos o rugosos, o les mosques de la fruita (mosques estudiades per Morgan, premi Nobel el 1933), els ulls dels quals poden ser vermells o blancs, depenent d'un gen específic. En aquests dos casos, per tant, podem definir clarament les races (el terme varietat es fa servir amb més freqüència en el cas de les plantes):
- varietats de pèsols llisos i varietats de pèsols arrugats;
- varietats de pèsols verds i varietats de pèsols grocs;
- raça de mosca de la fruita d'ulls vermells i raça de mosca de la fruita d'ulls blancs.

Un individu pot tenir diversos caràcters. Així, un pèsol groc rugós no pertany a diverses races sinó que defineix una nova varietat: la dels pèsols grocs rugosos que es poden fixar en forma homozigòtica.
D'altra banda, no tots els caràcters són visibles, alguns són bioquímics (com la capacitat d'olorar una determinada molècula, grup sanguini, etc.), i, d'altra banda, un individu d'una espècie (planta o animal) té un gran nombre de gens, tantes possibilitats per definir races.
Per a les espècies animals utilitzades a la cria, o les espècies vegetals cultivades amb fins alimentaris, industrials o ornamentals, la pressió de selecció exercida pels humans condueix a una major homogeneïtat (en comparació amb els gens que regeixen els fenotips buscats) de la població, i correlativament a un empobriment de la diversitat genètica, que debilita aquesta població davant d'atacs de qualsevol mena, com les malalties. Els requisits comercials condueixen a la definició de molts estàndards de races o varietats corresponents a diverses necessitats; així, els animals o les plantes que no corresponguin a l'estàndard d'una raça (o varietat) no participen en la reproducció.
Els microorganismes emprats a la indústria també han estat objecte, durant molt de temps, de seleccions similars (per exemple, el llevat de cervesa).
Recentment, l'enginyeria genètica ha fet possible modificar els gens d'una espècie per crear espècies modificades genèticament o transgèniques, les propietats de les quals satisfan les necessitats dels qui les exploten.

## Raça i biologia
A la classificació dels éssers vius, l'espècie (és a dir, un conjunt d'individus generalment interfèrtils) és l'última subdivisió (o tàxon) unànimement acceptada. Més enllà d'això, parlem de subespècies o població per a animals silvestres, varietat o població per a plantes silvestres, raça per a animals domèstics i cultivar per a plantes domesticades. Aquests termes es basen en criteris de distribució geogràfica (subespècies de llops, races locals d'animals domèstics), semblança morfològica, especialització ecològica (animals salvatges) o usos per a animals domèstics (races de carn o races lleteres). A banda de les espècies domèstiques, els biòlegs actuals usen molt poc del terme raça per a les subdivisions per sota del nivell d'espècie.:Preàmbul, par. 8
Per tant, la noció de raça es fa servir principalment en el context de la selecció humana d'animals domèstics. Entre les espècies que existeixen a la natura i a l'estat domèstic (llop/gos, porc senglar/porc, gall daurat/gallina domèstica), l'animal domèstic es considera de vegades com una espècie diferent, però es tendeix a classificar-lo com una subespècie de les espècies salvatges: el gos passant de canis familiaris a canis lupus familiaris. Segons aquesta classificació, totes les races de gossos de totes les mides i de tot el món es posen al mateix nivell que una subespècie geogràfica com el llop àrtic: Canis lupus arctos.
Per contra, algunes races d'animals domèstics poden descendir de diverses subespècies, com el cebú africà descendent del cebú indi i la carn de boví, o fins i tot de diverses espècies, com certes races de porc descendents de Sus scrofa i Sus celebensis.
En les plantes, s'utilitzen els termes varietats cultivades o cultivars.
| « | Si es vol tenir un nombre més gran de rangs de tàxons, el seu nom es forma afegint el prefix “sous-” o “sub-” als noms dels rangs principals o secundaris. Per tant, una planta es pot classificar en tàxons en els rangs següents (en ordre descendent): regnum, subregnum, divisio o phylum, subdivisio o subphylum, classis, subclassis, ordo, subordo, familia, subfamilia, tribus, subtribus, genus, subgenus, sectio, subsectio, serie, subserie, especie, subespecie, varietas, subvarietas, forma, subforma. | » |

Aquest extracte del Codi Internacional de Nomenclatura Botànica mostra clarament la complexitat i progressivitat de les categoritzacions necessàries en biologia. Si bé la majoria dels especialistes estan d'acord en l'àmbit d'espècie, si una població que mostra caràcters particulars ha de ser una subespècie, una varietat o una forma sovint és objecte de debat. Els individus d'una subespècie romanent sempre interfèrtils, sovint s'observen dins d'una espècie poblacions en procés d'aïllament, de vegades presentant diferències morfològiques, de vegades diferències ecològiques (ecotips) sense correlació necessària amb el seu estat de diferenciació genètica.
Aquestes subdivisions són, per tant, força perilloses i complexes; no és estrany veure'ls qüestionats segons la major o menor importància que es doni a un caràcter discriminador. A més, atès que la interfertilitat permet l'encreuament entre dues subespècies, l'elecció de classificar un individu en un grup o un grup pot ser totalment arbitrària. En conseqüència, només es poden definir sense ambigüitat en cas d'aïllament perfecte de les dues subespècies: geogràficament, per exemple. Això explica les reticències dels biòlegs davant la definició de “races humanes” que encara és objecte de debat entre els científics. Per a Darwin, tots els grups humans tenen un ancestre comú perquè el transformisme pressuposa un monogenisme generalitzat: «Els naturalistes que accepten el principi de l'evolució […] no dubten a reconèixer que totes les races humanes baixen d'un tronc primitiu únic». En aquest context, suggereix descuidar la definició de raça i la caracterització de les races. Assenyala, a tretze autors (inclòs Kant), la impossibilitat de posar-se d'acord sobre el nombre de races humanes (la diferència va de 2 a 63). Això «prova que aquestes races es fusionen entre si de manera que és gairebé impossible descobrir caràcters distintius evidents que les separin entre si». En el simposi de la UNESCO de 1982, el genetista israelià Eviatar Nevo va advertir contra les ideologies que neguen l'existència de les races, així com les que advoquen per la puresa racial.

## Races i espècies en perill d'extinció
Des de fa uns quants anys, i en particular des del Conveni de Rio sobre la Diversitat Biològica, la FAO, l'OIE, l'ONU, ONG i certs organismes científics internacionals (IUBS, IUCN, etc.) s'han preocupat per la desaparició accelerada d'espècies domesticades i particularment les races locals.
Per exemple, només a França i en 100 anys, el nombre de races de bestiar ha passat de diversos centenars a una dotzena a la dècada del 2000. I quan una «raça animal» queda, només hi ha uns quants individus, és a dir, la diversitat de la seva genètica el patrimoni s'ha empobrit considerablement, cosa que va en detriment de les capacitats de resiliència ecològica dels agrosistemes i amenaça de dificultar l'adaptació de la ramaderia al canvi climàtic i les malalties.